# جينو غوير
جينو غوير (بالإنجليزية: Gino Guyer)‏ هو لاعب هوكي جليد أمريكي، ولد في 14 أكتوبر 1983 في كوليرين في الولايات المتحدة.

## وصلات خارجية
- جينو غوير على موقع دوري الهوكي الوطني (الإنجليزية)
- جينو غوير على موقع EliteProspects.com (الإنجليزية)
- جينو غوير على موقع Eurohockey.com (الإنجليزية)
- جينو غوير على موقع HockeyDB.com (الإنجليزية)